# Des jeunes gens modernes
Pour plus de détails, voir Fiche technique et Distribution.
Des jeunes gens modernes, stylisé Des jeunes gens mödernes, est un film français réalisé par Jérôme de Missolz et sorti en 2012.

## Fiche technique
- Titre : Des jeunes gens modernes
- Réalisation : Jérôme de Missolz
- Scénario : Jean-François Sanz et Jérôme de Missolz
- Photographie : Sarah Blum et Jérôme de Missolz
- Son : Matthew Földes
- Montage : Vanessa Bozza et Élisabeth Juste
- Production : Love Streams Agnès b. Productions - Coproduction : Arte France Cinéma
- Pays d'origine :  France
- Durée : 97 minutes
- Date de sortie : France - 8 août 2012

## Distribution
- Yves Adrien
- Lio
- Edwige Belmore
- Mathieu Chausseron

## Sélections
- Festival de Cannes 2011 (sélection de la Quinzaine des réalisateurs)[1]
- Festival international de cinéma de Marseille 2011[2]